# Leo Armenius
Leo Armenius ist ein erstmals 1650 unter dem vollen Titel Ein Fürsten=Mörderisches / Trawer=Spiel / genant. Leo Armenius publiziertes, höchstwahrscheinlich bereits 1646 entstandenes Trauerspiel des deutschen Barockdichters Andreas Gryphius. Das Drama erlebte allein im 17. Jahrhundert mehrere Auflagen unter leicht abgewandeltem Titel, so etwa 1657 in den gesammelten Werken Gryphius’ und in der Ausgabe letzter Hand von 1663 jeweils als Leo Armenius / Oder Fürsten-Mord.

## Handlung und Quellen
Das Trauerspiel Leo Armenius („der Armenier“) verarbeitet primär gestützt auf historiographische Darstellungen bei Georgios Kedrenos und Johannes Zonaras, den Sturz des byzantinischen Kaisers Leo V.,, der am Weihnachtsmorgen des Jahres 820 von einer Rotte »Zusammen Geschworne[r]« unter Führung seines Obersten Feldhauptmanns Michael Balbus am Altar ermordet wird.

### I. Abhandlung
Einsetzend am »Mittag vor dem heiligen Christtage« beginnt das Drama nach einer kurzen Exposition, die das Ansinnen der Verschwörer, die Ermordung Leos, wie auch ihre (Schein-)Legitimation anhand eines – wie sich im Fortgang der Handlung herausstellt – höchst mehrdeutigen Löwen-Orakels, vorführt, mit einem vom Kaiser initiierten taktischen Manöver, einer Art Gesinnungstest, der Michaels Loyalität ein letztes Mal auf die Probe zu stellen sucht: Obwohl Leo den Verrat seines Feldhauptmanns bereits wittert, ja handfeste Indizien dessen verschwörerische Aktivitäten hinreichend zu beglaubigen scheinen, weigert er sich dennoch (nicht zuletzt aus Angst vor politischen Unruhen), diesen voreilig gefangen zu setzen. In einem längeren Gespräch (4. Eingang) mit dem kaiserlichen Berater Exabolius schließlich, in das letzterer Michael auf kaiserliches Geheiß hin verwickelt, gesteht dieser – sich in Sicherheit wähnend – mehr oder weniger unverhohlen seine Anschlagspläne, woraufhin er augenblicklich von den hinter einem Vorhang schon bereitstehenden kaiserlichen Wachen gefangen genommen wird.

### II. und III. Abhandlung
Nachdem gegen Mitte der II. Abhandlung über Michael Balbus das Urteil erging, »daß er mit fuß vnd hand / Gefässelt an den Paal werd offentlich verbrand« (II, 333-34), erwirkt die kaiserliche Gemahlin Theodosia, buchstäblich in letzter Minute, eine folgenreiche Aufschiebung dieser Hinrichtung: »Bedenckt den hohen tag der alle welt erfrewt […] Wol’t jhr mit mord befleckt zu JESUS taffel gehn?« (II, 499–501) Widerstrebend nur gewährt Leo Theodosias Bitte, sein eigenes Schicksal vorausahnend (»Man richtet feinde hin die bey Altären stehn.« [II, 502]), und belässt Michael in der – wie er meint – sicheren Verwahrung der Kerkerhaft, bewacht von seinem vermeintlich treu ergebenen Diener Papias.
Die Frage, wer hier tatsächlich Herr, wer Knecht, wer Tyrann und wer Gefangener ist, überführt die III. Abhandlung in ein beeindruckendes Vexierspiel: Von einer unheilverkündenden Geistererscheinung aus schweren Träumen geweckt, schleicht Leo des Nachts in Michaels Zelle hinab, findet diesen aber zu seinem Schrecken und wider Erwarten nicht in Ketten vor, sondern stattdessen in »Purpur vnd Scarlat / Vorhang / Tappett vnd Binden / Gestückt mit reichem gold / der Himmel mit gestein / Durch höchste Kunst besetzt / jhn hüll’te Purpur ein!« (III, 232-34); den zur Wache bestellten Papias friedlich schlummernd zu Michaels Füßen. Ob dieses himmelschreienden Verrats sozusagen ›im eigenen Haus‹ endgültig resignierend, lässt Leo Armenius, seinen eigenen Tod, gleichsam unfähig, ihn zu verhindern, abermals ankündigend (»diß ist die letz’te nacht / Die unß der Himmel gönn’t« [III, 265-66]), für den Rest des Trauerspiels den Schauplatz hinter sich, um erst als Leiche in den Berichten des »Bothen« und des Obersten Priesters (V. Abhandlung, 1. Eingang) neuerlich Präsenz zu gewinnen.

### IV. und V. Abhandlung
Von dem paradoxerweise in Gefangenschaft frei handelnden Michael durch eine List verständigt, planen die Verschwörer in der IV. Abhandlung – sich teilweise deutenden Rat beim Schwarzmagier Jamblichus einholend (vgl. hier auch die Parallelen zum Löwenorakel der I. Abhandlung) – die finalen Schritte ihres Komplotts: die Ermordung Leos wie die Befreiung Michaels. Als Priester verkleidet erdolchen sie Leo am Altar der Weihnachtsmesse, der seinerseits im Dahinscheiden das Kreuz, welches durch die Vorrede an den Leser mithin sogar als das ›echte Kreuz‹, »an welchem vnser Erlöser sich geopffert«, ausgewiesen wird, ergreift und somit zumindest pro forma die eigene Märtyrerrolle suggeriert. Hart an der Grenze zur Blasphemie schließt die in ihrer religiösen Sprengkraft und zeichentheoretischen Komplexität ungeheuer provokante Todesszene mit der materialiter vollzogenen Einswerdung von Tyrann und Erlöser in der Mischung beider Blut:
»Wie man die Leich vmbriß / wie man durch jedes glied
Die stumpfen Dolchen zwang / wie JESUS letzte gaben /
Sein thewres fleisch vnd blutt / die matten Seelen laben /
Die ein verschmachtend Hertz in letzter angst erfrischt
Mit Keyserlichem Blutt / (O grewell) sind vermischt.« (V, 166–170)